# Enséñame a olvidar
«Enséñame a olvidar» es el tercer sencillo del álbum We Broke the Rules (2002) del grupo de bachata Aventura. Alcanzó el número uno en la Lista Billboard.

## Trama
La canción trata de un hombre que no acepta que perdió una pareja, y no hace más que hundirse en los recuerdos y la melancolía por tal hecho.